# Крылов, Николай Васильевич
Никола́й Васи́льевич Крыло́в (26 апреля (8 мая) 1875, Петровское, Верейский уезд, Московская губерния — ночь с 11 на 12 декабря 1941, Карагандинская область) — протоиерей. Причислен к лику святых Русской православной церкви в 2000 году.

## Семья
Родился 26 апреля (8 мая) 1875 года в семье пономаря села Петровского Верейского уезда Московской губернии Василия Фёдоровича Крылова и его жены Софьи Тихоновны, крещён 28 апреля. 
Брат — епископ Арсений (Крылов). 
Жена — Александра Михайловна Кадышева, дочь псаломщика села Алешни. 
- Дочь — Клавдия (1901 — ?)[4],
- Сын — Константин (1902 — ?)[5].

## Псаломщик и учитель
Окончил Звенигородское духовное училище, работал учителем-воспитателем при Василие-Кесарийской церковно-приходской школе в Москве и в приюте приходского попечительства той же церкви. С 1900 года — псаломщик в Казанской церкви села Подлипичья, продолжил преподавательскую деятельность. Многие годы преподавал церковное пение: шесть лет в Борисоглебской церковно-приходской школе города Дмитрова и четыре года — в Митьковском земском училище Дмитровского уезда. Также работал учителем церковно-славянского языка.

## Диакон
19 января 1909 года, после успешной сдачи экзамена на сан диакона и законоучителя, был переведён в Спасо-Влахернский монастырь и определён на место диакона-псаломщика. Через пять дней был рукоположён во диакона. С 1912 года руководил общим пением, введенным им по благословению епархиального начальства. Награждён серебряной медалью на Владимиро-Андреевской ленте, бронзовой медалью на Владимирской ленте и золотым с эмалью крестом. С 1915 года — законоучитель в Ново-Спасском Деденевском начальном училище.
Во время Первой мировой войны занимался духовным окормлением раненых, размещённых в монастырском лазарете и в лазарете духовенства, регулярно проводил с ними религиозно-просветительские чтения и собеседования. С 1916 года — член приходского попечительского совета семей запасных. С 1921 года — протодиакон.

## Священник
С июня 1925 года — священник Спасской церкви Спасо-Влахернского монастыря; рукоположён епископом Серафимом (Звездинским). Был настоятелем Спасской церкви и духовником сестер Спасо-Влахернского монастыря, закрытого в 1928 году. Продолжал окормлять стариц и после закрытия монастыря. Жители поселка, окружающих деревень и дальних волостей часто обращались к нему с просьбами помолиться у святых мощей об исцелении от болезней, по его молитве происходили исцеления. В феврале 1930 года был раскулачен и выселен из дома, однако затем раскулачивание было отменено.
С начала 1930-х годов — протоиерей. С 1935 года, после закрытия Спасской церкви, служил в церкви «Нечаянная радость», жил в бедности.
14 августа 1936 года был арестован. Обвинён в совершении тайных треб по просьбам населения, врачевстве, в участии в тайных постригах, в распространении книги «Антихрист», в причастности к «Истинно-Православной Церкви», в помощи ссыльным епископам Димитрию (Любимову) и Серафиму (Звездинскому), в распространении правды о гонении на Церковь, о тяжелой жизни ссыльных, о нечеловеческих условиях жизни и непосильной работе заключенных, строящих канал Москва — Волга, о том, что Гитлер разгромит советскую власть.
Не отрицал своей помощи ссыльным и непосредственного участия в хлопотах о повторном открытии церкви. Все остальные обвинения отвергал. Не назвал имён монахинь, живших в окрестности монастыря, адресантов полученных им писем, тех, кто обращался с просьбой помолиться о здравии.

## Мученическая кончина в лагере
2 декабря 1936 года Особым Совещанием при НКВД СССР приговорён к заключению в исправительно-трудовой лагерь сроком на пять лет. Сослан в Карлаг НКВД. В 1942 года его жена получила из лагеря открытку от отца Николая, которая начиналась словами: «Дорогая моя Санечка! Неоценимые твои ручки!» Далее между строк его письма рукой другого человека было написано: «Ваш батюшка протоиерей Николай мирно опочил в ночь с 11 на 12 декабря 1941 года. Он был обобран уголовниками и замерз».
27 декабря 2000 года определением Священного Синода Русской православной церкви его имя было включено в Собор новомучеников и исповедников Российских.